# Antrisocopia prehensilis
Antrisocopia prehensilis is een eenoogkreeftjessoort uit de familie van de Platycopiidae. De wetenschappelijke naam van de soort is voor het eerst geldig gepubliceerd in 1985 door Fosshagen.